# 중성자 감속재
중성자 감속재(Neutron Moderator)는 원자로의 핵분열반응 과정에서 생성되는 고속중성자를 열중성자로 감속시켜 핵분열이 더 잘 일어나도록 하는 물질이다. 
원자로를 핵분열 반응에 사용되는 중성자의 에너지 영역에 따라 분류하면, 약 100keV 이상의 고속중성자를 사용하는 고속증식로와 1eV 이하의 열중성자를 사용하는 열중성자로로 나뉜다. 일반적으로 열중성자를 사용하는 중성자로가 고속중성자를 사용하는 고속증식로보다 핵분열반응을 일으키기 수월하므로, 많은 원자로들이 고속중성자를 열중성자로 감속시켜 핵분열을 일으키는 방법을 채택하고 있으며, 이를 위해 감속재를 사용하고 있다.
감속재는 중성자 감속효과가 크고 중성자 흡수단면적이 작아야 하므로, 주로 수소, 중수소, 탄소 등이 포함된 물질들이 많이 사용된다.
경수로에서는 중성자 감속능력이 우수한 수소와 산소로 이루어진 물을 감속재로 사용하면서 동시에 냉각재로도 이용한다. 천연우라늄을 원료로 이용하는 중수로에서는 중성자를 효율적으로 이용해야 하므로, 중성자 감속능력은 수소의 약 1/2로 떨어지지만 중성자 흡수단면적이 1/500 이하인 중수소와 산소로 이루어진 중수를 감속재로 사용한다. 한편, 흑연감속로의 경우는 흑연을 감속재로 쓰는데, 영국에서 개발된 마그녹스원자로가 흑연을 감속재로 사용하며, 마그네슘과 알루미늄의 합금을 핵연료피복재로, 이산화탄소를 냉각재로 사용한다. 또 세라믹피복입자 핵연료를 쓰는 고온가스냉각로(high temperature gas cooled reactor)는 흑연을 감속재로 쓰며, 헬륨을 냉각재로 사용한다. 
<원자핵의 중성자 산란 및 흡수 특성>
| 원자핵     | 질량수 | 평균충돌 횟수 | 흡수 단면적 |
| ---------- | ------ | ------------- | ----------- |
| 수소(H)    | 1      | 14.5          | 0.332       |
| 중수소(D)  | 2      | 20            | 0.00053     |
| 베릴륨(Be) | 4      | 70            | 0.00092     |
| 탄소(C)    | 12     | 92            | 0.0034      |
| 산소(O)    | 16     | 121           | 0.00027     |

<원자로의 종류 및 감속재>
| 원자로의 종류   | 원자로의 종류          | 감속재 |
| --------------- | ---------------------- | ------ |
| 수냉각형        | 가압경수로(PWR)        | H2O    |
| 수냉각형        | 비등경수로(BWR)        | H2O    |
| 수냉각형        | 가압중수로(PHWR;CANDU) | D2O    |
| 수냉각형        | 흑연감속로(LWGR;RBMK)  | 흑연   |
| 기체냉각형      | 마그녹스(Magnox)       | 흑연   |
| 기체냉각형      | 개량가스냉각로(AGR)    | 흑연   |
| 기체냉각형      | 고온가스냉각로(HTGR)   | 흑연   |
| 액체금속 냉각형 | 고속증식로(LMFBR)      | 없음   |

## 원리
원자로에서 연료로 사용되는 235U는 0.025 eV의 에너지를 지니고 있는 열 중성자와 잘 반응하며, 238U는 0.5 MeV의 에너지를 가진 중성자와 잘 반응한다. 그러나 235U가 핵분열을 하게 되면, 고속중성자를 배출하게 되며, 고속 중성자는 238U과 반응을 하게 되고 235U과는 반응을 하지 않게 된다. 그래서 연료의 연쇄 반응을 좀더 활발하게 하기 위해서 중성자의 속도를 떨어뜨리는 물건을 필요로 하게 되고, 이 물건을 가리켜 감속재라고 지칭한다. 현재 사용되고 있는 거의 모든 원자로는 이 열 중성자를 이용한 원자로이다. 고속중성자로 혹은 고속로의 경우, 노심 밖의 블랭킷 연료인 238U을 Pu239로 변경시켜 연료로 사용하기 때문에 고속로의 경우에는 중성자 감속재가 존재하지 않는다. 일반적으로 감속재는 원자번호가 낮은 원소 및 그 화합물이 사용된다.

## 같이 보기
- 위그너 효과

## 참고 문헌
- 원자력 지식 관문국의 감속재 설명